# Villa paraíso
Villa paraíso est une telenovela américaine diffusée entre le 6 octobre 2014 et le 31 octobre 2014 sur Telemundo.

## Distribution
- Ximena Duque : Cristina Vidal
- David Chocarro : Sebastián Mejía
- Silvana Arias : Silvia Arteaga
- Ricardo Chavez : Ricardo Castillejo
- Carlos Garin : Gustavo De Armas
- Francisco Porras : Eugenio Mendoza
- Vivian Ruiz